# Hans Holba
Hans Holba (* 17. Januar 1914 in Spandau; † 9. September 1998) war ein deutscher Politiker und Landtagsabgeordneter (SPD). Träger des Bundesverdienstkreuzes 1. Klasse.

## Leben und Beruf
Nach dem Besuch der Volksschule und der Mittelschule absolvierte er eine Lehre als Maschinenschlosser und Bootsbauer. 1932 war er bei der Reichswehr. Nach dem Kriegsdienst und der Gefangenschaft übte er ab 1947 Tätigkeiten im Baugewerbe aus. 1948 wurde er städtischer Angestellter und später Kommunalbeamter. 
Ab 1948 war er Mitglied der SPD und in zahlreichen Parteigremien aktiv. Auch 1948 wurde er Mitglied der Gewerkschaft Öffentliche Dienste, Transport und Verkehr.
Während eines Ferienaufenthaltes 1998 verstarb er plötzlich und für seine Familie unerwartet in Ruhpolding.
Die Beisetzung erfolgte auf dem Dortmunder Hauptfriedhof.

## Abgeordneter
Vom 21. Juli 1962 bis zum 25. Juli 1970 war Holba Mitglied des Landtags des Landes Nordrhein-Westfalen. Er wurde jeweils im Wahlkreis 110 bzw. 113 Dortmund V direkt gewählt.